# Эремон
Эремон, иначе Эримон (др.‑ирл. Éremón), сын Миля Испанца, был, согласно средневековой ирландской легенде и исторической традиции, верховным королём Ирландии и одним из основателей ирландских династий, к которому средневековые специалисты по генеалогии возводили многие знатные ирландские королевские рода.

## Сыновья Миляиплемя богини Дану
Согласно «Lebor Gabála Érenn», предки гаэлов жили на Пиренейском полуострове, которым управляли два сына Миля, Эбер Донн (Темный Эбер) и Эримон. После того, как дед Миля Ит увидел Ирландию из башни, он совершил в плаванье на остров с девяноста воинами и высадился в Ирландии, где был убит тремя королями (Мак Куилл, Мак Кехт и Мак Грене) из племени богини Дану. Узнав об убийстве, сыновья Миля поклялись отомстить и отправились в Ирландию на тридцати шести судах. В плавание погиб один из девяти сыновей Миля. Сыновья Миля согласно легендам высадились 1 мая на острове в  Керри и направились к Таре. Где потребовали от правителей племён богини Дану покинуть Ирландию.
Короли племен богини Дану попросили отсрочку в три дня, на время которой сыновья Миля должны были покинуть остров. Племена богини Дану использовав волшебство, вызвали шторм, в котором погибло ещё пять сыновей Миля. Из гойдельских вождей в живых остались только Эбер Финн, Эримон и поэт Амергин (Amergin). Они разбили войско племени богини Дану в битве при Тайльтиу (Tailtiu).

## Правитель Ирландии
Старшим из оставшихся сыновей Миля был Эримон, но Эбер Финн не хотел уступать брату прав на остров и тогда им пришлось обратиться к посредничеству третьего брата друида Амергина. Тот постановил, что остров должен вначале управляться Эремоном и лишь после его смерти — Эбером Финном. Но Светлый Эбер потребовал раздела острова. После этого Ирландия была разделена — Эберу Финну досталась северная часть острова, а Эримону южная.
Через год после битвы Тайльтиу между Эбером Финном и Эремоном вспыхнула война в ходе которой в битве при (Airgetros) Эбер Финн был убит. Эремон стал единственным правителем Ирландии и его резиденцией стала Тара. На следующий год был убит Амергин.

## Наследство
У Эремона было две жены — Одба, мать Муимне, Луигне и Лаигне, которую Эримон покинул в Испании, и Теа, (дочь Лугайда, сына Ита) мать Ириела Провидца.
По легендам он выделил Ленстер Кримтанн Скиатбелу (Crimthann Sciathbél) Домнаннскому (Domnann); Мунстер получили четыре сына Эбер Финна, Ир, Орба, Ферон и Фергна; Коннахт Уна и Этан, сыновьям Уйкке; Ольстер Эбер мак Иру. По разным источникам он правил четырнадцать, пятнадцать или семнадцать лет, после которых он умер  и трон наследовался его сыновьями Муимне, Луигне и Лаигне, правившими совместно.
Титул верховного короля Ирландии чередовалась между потомками Эбера Финна и потомками Эремона.
От Эремона же, стоявшего во главе воинства, вели своё происхождение Лет Куин, семьи Темры; три рода Коннахта — Уи Бриуйн из Брейфне, Уи Муйредайг, Уи Фиакрах; роды Байгне, Осрайге, Десси из Мунстера, Орбрайге, Фотарта, Дал Риата и Дал Фиатах, Албанайг, Эрна из Мунстера. Конал, Эоган, Колман, Аэд Слане, Конайре Великий были потомками Эремона.
Согласно Джеффри Китингу, Эримон правил в 1287—1272 годах до н. э, а согласно «Анналам четырёх мастеров» — с 1700 до 1684 год до н. э.